# Маркер последовательности байтов
Маркер последовательности байтов или метка порядка байтов (англ. byte order mark, BOM) — специальный символ из стандарта Юникод, вставляемый в начало текстового файла или потока для обозначения того, что в файле (потоке) используется Юникод, а также для косвенного указания кодировки и порядка байтов, с помощью которых символы Юникода были закодированы. Номер этого символа в стандарте Юникод — U+FEFF. Использование этого символа, согласно спецификации Юникод, не является обязательным, однако оно широко распространено, так как позволяет легко избежать неверного декодирования текстовой информации.

## Использование
Согласно спецификации Юникода, маркер может стоять только в самом начале файла или потока. Если же символ U+FEFF встречается в середине потока данных, он должен интерпретироваться как «нулевой ширины неразрывный пробел» (по существу, неотображаемый и ничего не меняющий символ). Однако, большинство[сколько?] браузеров, кроме Opera версий 12 и ниже, воспринимают BOM в середине документа как символ, занимающий целую строку, после чего генерируют перенос строки.
Для неразрывного пробела нулевой ширины в Юникоде есть и отдельный специальный символ — U+2060, который и рекомендуется использовать в этом качестве, а маркер последовательности байтов U+FEFF рекомендуется использовать только по своему прямому назначению.
Если формат представления символов Юникода точно известен принимающей программе заранее, то по стандарту Юникода маркер ставить не следует. И если формат объявлен другим способом (например, MIME в поле заголовка Content-Type), маркер по стандарту ставить не полагается.

## Определение кодировки по маркеру последовательности байтов
По тому, как закодирован маркер последовательности байтов, стоящий в начале файла или потока, можно легко определить кодировку и порядок байтов, использованные для кодирования символов Юникода во всём данном файле или потоке. Это обстоятельство в основном и явилось причиной широкого использования маркера последовательности байтов.
| Кодировка   | Представление маркера последовательности байтов | Представление маркера последовательности байтов     | Представление маркера при ошибочном раскодировании другой кодировкой | Представление маркера при ошибочном раскодировании другой кодировкой | Представление маркера при ошибочном раскодировании другой кодировкой | Представление маркера при ошибочном раскодировании другой кодировкой | Представление маркера при ошибочном раскодировании другой кодировкой |
| Кодировка   | Шестнадцатеричный код                           | Десятичный код                                      | ISO 8859-1                                                           | KOI8-R                                                               | Windows-1251                                                         | CP866                                                                | комментарий                                                          |
| ----------- | ----------------------------------------------- | --------------------------------------------------- | -------------------------------------------------------------------- | -------------------------------------------------------------------- | -------------------------------------------------------------------- | -------------------------------------------------------------------- | -------------------------------------------------------------------- |
| UTF-8       | EF BB BF                                        | 239 187 191                                         | ï»¿                                                                  | О╩©                                                                  | п»ї                                                                  | я╗┐                                                                  |                                                                      |
| UTF-16 (BE) | FE FF                                           | 254 255                                             | þÿ                                                                   | ЧЪ                                                                   | юя                                                                   | ■                                                                    | пробел — неразрывный                                                 |
| UTF-16 (LE) | FF FE                                           | 255 254                                             | ÿþ                                                                   | ЪЧ                                                                   | яю                                                                   | ■                                                                    | пробел — неразрывный                                                 |
| UTF-32 (BE) | 00 00 FE FF                                     | 0 0 254 255                                         | ␀␀þÿ                                                                 | ␀␀ЧЪ                                                                 | ␀␀юя                                                                 | ␀␀■                                                                  | ␀ — NUL, пробел — неразрывный                                        |
| UTF-32 (LE) | FF FE 00 00                                     | 255 254 0 0                                         | ÿþ␀␀                                                                 | ЪЧ␀␀                                                                 | яю␀␀                                                                 | ■␀␀                                                                  | ␀ — NUL, пробел — неразрывный                                        |
| UTF-7       | 2B 2F 76 38 2B 2F 76 39 2B 2F 76 2B 2B 2F 76 2F | 43 47 118 56 43 47 118 57 43 47 118 43 43 47 118 47 | +/v8 +/v9 +/v+ +/v/                                                  |                                                                      |                                                                      |                                                                      |                                                                      |
| UTF-1       | F7 64 4C                                        | 247 100 76                                          | ÷dL                                                                  |                                                                      |                                                                      |                                                                      |                                                                      |
| UTF-EBCDIC  | DD 73 66 73                                     | 221 115 102 115                                     | Ýsfs                                                                 |                                                                      |                                                                      |                                                                      |                                                                      |
| SCSU        | 0E FE FF                                        | 14 254 255                                          | ␎þÿ                                                                  |                                                                      |                                                                      | ␎■                                                                   | ␎ — упр. символ Shift Out, пробел — неразрывный                      |
| BOCU-1      | FB EE 28                                        | 251 238 40                                          | ûî                                                                   |                                                                      |                                                                      | √ю(                                                                  |                                                                      |
| GB-18030    | 84 31 95 33                                     | 132 49 149 51                                       | �1�3                                                                 |                                                                      |                                                                      | Д1Х3                                                                 | � — коды без значений                                                |

1. 1 2 3 4 5 6 7  В этих кодировках последовательность не определяет именно порядок байтов, так как кодировка однобайтная, но эта последовательность может использоваться для определения способа кодировки.[2][3]
2. ↑  В UTF-7 в связи с использованием base-64 четвёртый байт BOM является 001111xx в двоичном представлении, где xx зависит от следующего символа (первого после BOM). Поэтому четвёртый байт не является только частью BOM, но также содержит информацию о следующем (не BOM-) символе. Для xx=00, 01, 10, 11 четвёртый байт будет, соответственно, 38, 39, 2B или 2F при кодировке в base64. Если же следующий символ не кодируется base64, то используется 38 в качестве четвёртого байта, а следующий байт — 2D.
3. ↑  SCSU предусматривает и другие кодировки для U+FEFF, указанная последовательность является рекомендованной в UTR #6.[4]

## Сложности, которые необходимо учитывать при использовании маркера
Есть случаи, когда использования маркера последовательности байтов следует избегать, несмотря на удобства его применения. Например, использование маркера в веб-шаблонах вызывает появление пустых строк в документе, поэтому рекомендуется удалять маркер из веб-скриптов и CSS-файлов. А наличие маркера в начале файлов PHP (до тега <?php) приводит к тому, что пустая строка отправляется клиенту ещё до начала выполнения кода, что вызывает сбой в тех случаях, когда клиенту должен сразу отправиться HTTP-заголовок (при переадресации запроса, например). Также может неверно отрабатывать json_decode, если json записан в файл с BOM.